# خانه حاج‌حسین خاکباز محسنی
منزل حاج حسین خاکباز محسنی مربوط به دوره قاجار است و در اراک، محله عباس‌آباد، حد فاصل خیابانهای بهشتی و دانشگاه واقع شده و این اثر در تاریخ ۲۵ اسفند ۱۳۷۹ با شمارهٔ ثبت ۳۳۳۸ به‌عنوان یکی از آثار ملی ایران به ثبت رسیده‌است.

## ساختمان بنا
این خانه توسط سید حسین خاکباز یکی از فرزندان حاج آقا محسن اراکی ساخته شده‌است. بنای خانه در سال ۱۳۰۴ و توسط یک مهندس روسی و معمار ایرانی بنام استاد مراد چمنی ساخته شد. ساختمان آن کوشکی و با تزئینات آجری خاص دوره قاجاریه‌است که به مساحت ۳ هزار متر مربع ساخته شده و دارای ۲ ایوان شرقی و غربی، ۱۱ اتاق، حمام خصوصی قدیمی در خارج از محوطه خانه و دو قنات که یکی در محوطه ساختمان به نام قنات ده و دیگری در زیر آب‌انبار به نام قنات خان حاکم است.